# Cornelis Corneliszoon
Cornelis Corneliszoon (* um 1550 in Uitgeest, Niederlande; † um 1600) war der Erfinder der Sägemühle.

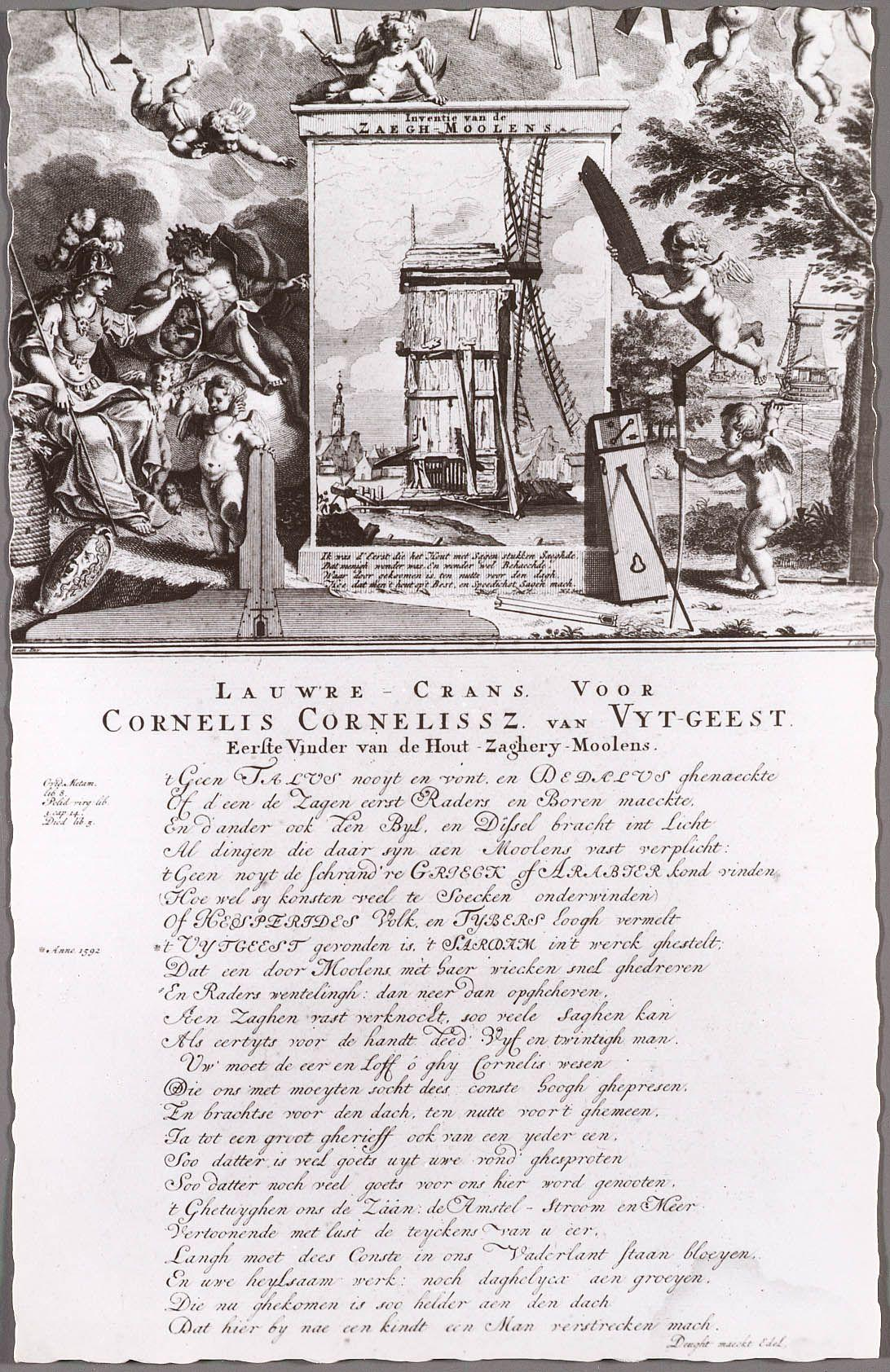
Dokument aus dem 18. Jahrhundert über Corneliszoons Sägemühle

Seine Windmühle benutzte eine Kurbelwelle, um die Drehbewegung in eine Vor- und Rückwärtsbewegung für die Säge umzuwandeln. Das ermöglichte ihm, das Holz genauer und 30-mal schneller zu schneiden als von Hand. 1594 baute er seine erste kleine Sägemühle, die er im folgenden Jahr nach Alkmaar verkaufte. 2004 hatte man sie zufällig wiederentdeckt. Auf seine Kurbelwelle erhielt er 1597 ein Patent. Er baute dann eine fortschrittlichere Bockwindmühle, die eine Schlüsselrolle im Goldenen Zeitalter spielte, und die Massenfertigung von Schiffen für den Überseehandel ermöglichte. Die Mühle verwandelte den Bezirk Zaan – nördlich von Amsterdam – in das erste Industriegebiet. 
Er hielt noch weitere Patente, wie eine frühe Version der Zentrifugalpumpe.